# Mauro Vigliano
Mauro Vigliano (La Plata, Buenos Aires; 5 de agosto de 1975) es un árbitro internacional de fútbol argentino, que dirige en la Primera División de Argentina.  
Por su condición de árbitro FIFA, dirige encuentros correspondientes a Copa Libertadores de América y Copa Sudamericana. En abril de 2018 fue designado por la FIFA como asistente del VAR durante el Mundial 2018.

## Arbitraje
Su debut fue en el año 2010, dirigiendo el partido entre Olimpo y Huracán. Está adherido a la AAA. 
En octubre de 2014, fue designado para dirigir el Superclásico del fútbol argentino por el Campeonato de Primera División 2014. Ese día, el campo de juego se encontraba en pésimas condiciones debido a una intensa lluvia ocurrida en la Ciudad Autónoma de Buenos Aires antes y durante el partido. En dicho encuentro marcó un penal para River Plate por una supuesta mano de Fernando Gago en el área de meta que no fue tal. La acción terminó con el jugador de Boca Juniors expulsado. Esta polémica decisión, llevó a una provisoria suspensión para Vigliano por parte del ente rector de los árbitros de la AFA.
El 10 de abril de 2021 fue designado para el clásico entre Racing e Independiente, en dicho partido sancionó un penal inexistente para Racing en tiempo de descuento, lo que provocó el enojo de los jugadores de Independiente. Como castigo por parte de la Asociación de Árbitros no se encuentra dirigiendo en Primera División.